# Tatau
Tatau, nome artístico de Gilson Menezes dos Santos Dorea (Salvador, 22 de janeiro de 1969), é um cantor, compositor, percussionista e instrumentista brasileiro, que alcançou sucesso em países como Alemanha e Dinamarca como vocalista da banda Araketu.

## Carreira
Nascido em Salvador, no bairro do Tororó, Tatau começou a cantar ainda pequeno aos 14 anos e compondo músicas aos 16. Ainda trabalhou como percussionista. Participou de um festival, promovido pelo grupo Olodum, na qual saiu vencedor com a música de sua autoria, "Protesto do Olodum", esta que serviria para ser o sucesso mais conhecido do Olodum.
Aos 18 anos, iniciou-se a sua carreira profissional ao integrar a banda Araketu (que estava em processo de formação), na qual começaria a lançar grandes sucessos como "Araketu é Bom Demais"; "Ô Meu Pai"; "Araketu é Dez"; "Festa na Cidade"; "Pipoca" e "Mal Acostumada". Além de compor músicas como "Futuro Prometido", "Ainda Existe Amor Em Nós" e "O que Tinha que Dar" (ambos sendo gravadas pelo grupo Sorriso Maroto); "Balanço do Camaleão" (gravado pelo Chiclete com Banana); "Hora Agá" (gravado por Ivete Sangalo, na época em que estava na Banda Eva); "Loirinha" (gravado pelo grupo É o Tchan!); "Sonho Real" (gravado por Vavá, na época em que estava no grupo Karametade), dentre outros. Em 1994, recebeu o prêmio de "Cantor Revelação" como vocalista da banda Araketu.

### Saída e posterior retorno à banda
Em 2008, Tatau anunciou sua saída da banda Araketu para seguir carreira solo, assinando um contrato de 5 anos com a gravadora brasileira Deckdisc. Sobre o motivo, ele disse: "Levei alguns anos para estruturar e direcionar minha carreira. Hoje, com a ideia bastante amadurecida, aposto nesse novo caminho, com mais autonomia e mais abrangência." No mesmo ano de sua entrada na carreira solo, Tatau lançou o CD Formas e Formas contando com 14 faixas, sendo nove de sua autoria.
Posteriormente, depois de 4 anos e sete meses, o cantor anunciou seu retorno ao grupo, sendo que Larissa Luz (que assumia o comando desde então) se desligou da banda. Para comemorar o retorno, a banda, agora sob o comando de novo de Tatau, lançou o single "A Volta".
O show de estreia de seu retorno aconteceu em 30 de agosto de 2012, na Concha Acústica do Teatro Castro Alves, em Salvador, na qual contou com diversos convidados, como Ivete Sangalo, Daniela Mercury, Levi Lima e Manno Góes (ambos do Jammil e uma Noites), Saulo Fernandes, Bruno (vocalista do Sorriso Maroto), além de participações dos atores Luís Miranda e Henry Castelli.
Em 2015 anunciou sua nova saída do Araketu para continuar a carreira solo.

## Discografia

### Com oAraketu
- Maxximun - Araketu (2005) em CD
- Araketu 25 Emoções (2004) em CD
- Festival de Verão em Salvador (2004) em DVD
- Obrigado a Você (2003) em CD
- Ensaios do Araketu (2002) em DVD
- Araketu (2001) em CD
- Vida (2000) em CD
- Araketu e o Povo Ao Vivo de Novo (1999) em CD
- Araketu Ao Vivo (1998) em CD
- Tropicália - 30 anos (1997) em CD
- Pra Lá de Bom (1997) em CD
- Dividindo Alegria (1996) em CD
- Araketu Dez (1995) em CD
- Araketu Bom Demais (1994) em CD
- Araketu de Periperi (1993) em CD
- Modernidade Negra (1992) em CD

### Carreira solo
- Formas e Formas (2008) em CD
- Memórias “ Ao vivo” (2016) em CD
- Memórias “Ao vivo” (2016) em DVD
- Axé 90 Graus “Ao vivo” (2018) em CD Digital
- Axé 90 Graus “Ao vivo” (2018) em DVD Digital
- Macaco Sessions TATAU (2019) em CD Digital
- Macaco Sessions TATAU (2019) em DVD Digital

## Filmografia
- Ó Paí, Ó (2007) - fez uma participação especial cantanto ao lado de Lázaro Ramos[4]
- The Masked Singer Brasil (2023) - como o participante Romeu da dupla com Julieta.